# Rupp-hegy
A Rupp-hegy a budaörsön húzódó Csíki-hegyek vonulatának legkeletebbre eső tagja, közigazgatásilag Budapest XI. kerületéhez tartozik, amin belül Pösingermajor városrészben található.
Felépítő kőzete triász kori diploporás dolomit, a hegytetőn megjelenik a briozoás márga is. A területre leginkább a telepített fenyves mellett a természetes növénytársulások, a molyhos tölgy és különböző berkenye fajták a jellemzőek. A déli szélén sziklafüves és pusztafüves társulás mellett a Csíki-hegyek fővonulatára jellemző kisebb dolomitsziklagyep folt is megfigyelhető. 
A területen 38 védett növényfajtát tartanak nyilván. Ezek közül az ismertebbek: a tavaszi hérics, az apró nőszirom, a nagyezerjófű, a magyar gurgolya, a fekete kökörcsin, a leánykökörcsin, a bíboros kosbor és a fehér madársisak is megtalálható.
A 7,7 hektáros terület 1977 óta áll fővárosi védettség alatt.
A hegy a nevét egykori tulajdonosáról, Rupp György budai polgárról kapta.

## Megközelíthetőség
A 8E busszal a  Törökbálinti út–Irhás  Árok utca sarok megállóig, ahonnan nyugati irányba 600–700 méteres kocsiút vezet a Rupp-hegyre induló sétányhoz, ahol a turistajelzés is megtalálható: körbe, nem meredek úton vezet a magasságpontig. A hegy  a buszról való leszálláskor (a volt Barackos  vendégló előtt) látszik